# 魏貞
魏貞（1416年—1449年），字正己，南直隶鳳陽府懷遠縣人，民籍。明朝政治人物。同進士出身。

## 生平
正統六年（1441年）辛酉科應天府鄉試第八十四名。正統七年（1442年）壬戌科會試第一百二十五名，殿試登進士第三甲第六十四名。授監察御史。正統十四年（1449年），隨英宗北征瓦剌，在土木之變中殉難。

## 家族
曾祖魏明德。祖父魏敬叔。父魏邦興，曾任鈞州州判。